# Acalypha pruinosa
Acalypha pruinosa är en törelväxtart som beskrevs av Ignatz Urban. Acalypha pruinosa ingår i släktet akalyfor, och familjen törelväxter. Inga underarter finns listade i Catalogue of Life.